# Lidzbark (gmina)
Lidzbark – gmina miejsko-wiejska w województwie warmińsko-mazurskim, w powiecie działdowskim. W latach 1975–1998 gmina położona była w województwie ciechanowskim.
Siedzibą gminy jest miasto Lidzbark.
Według danych GUS z 30 czerwca 2004 r. gminę zamieszkiwały 14 542 osoby. Natomiast według danych z 01 stycznia 2023 r. gminę zamieszkiwało 13 301 osób.

## Struktura powierzchni
Według danych z 2005 r. gmina Lidzbark ma obszar 255,67 km², w tym:
- użytki rolne: 44%
- użytki leśne: 46%

Gmina stanowi 26,51% powierzchni powiatu.

## Demografia
Dane z 30 czerwca 2004 r.:
| Opis                              | Ogółem | Ogółem | Kobiety | Kobiety | Mężczyźni | Mężczyźni |
| --------------------------------- | ------ | ------ | ------- | ------- | --------- | --------- |
| jednostka                         | osób   | %      | osób    | %       | osób      | %         |
| populacja                         | 14 542 | 100    | 7391    | 50,8    | 7151      | 49,2      |
| gęstość zaludnienia (mieszk./km²) | 56,9   | 56,9   | 28,9    | 28,9    | 28        | 28        |

Piramida wieku mieszkańców gminy Lidzbark w 2014 roku.

## Sołectwa
Adamowo, Bełk, Bryńsk, Cibórz, Ciechanówko, Jamielnik, Jeleń, Kiełpiny, Klonowo, Koty, Marszewnica, Miłostajki, Nick, Nowe Dłutowo, Nowy Dwór, Nowy Zieluń, Słup, Stare Dłutowo, Tarczyny, Wawrowo, Wąpiersk, Wlewsk, Zalesie, Zdrojek.

## Osiedla
Centrum, Działki, Skarpa, Nr 4.

## Pozostałe miejscowości
Biernaty, Bladowo, Borki, Borówno, Bryńsk Szlachecki, Chełsty, Cibórz (osada), Dębowiec, Glinki, Kurojady, Lidzbark-Nadleśnictwo, Nowy Dwór (osada leśna), Nosek, Olszewo, Ostrowy, Piaseczno, Podcibórz, Sarnia Góra, Wlewsk (osada), Zielonka.

## Zabytki
Wykaz zabytkowych obiektów na terenie gminy:
- Zespół dworsko-folwarczny i młyn wodny w Chełstach z XIX w.
- Zespół pałacowo-parkowy w Starym Dłutowie z XIX w.
- Kościół św. Anny i cmentarz przykościelny w Starym Dłutowie z XIX w.
- Murowany młyn wodny w Kurojadach z XX w.
- Kościół parafialny pw. św. Wawrzyńca w Kiełpinach z XVIII w.
- Zespół dworsko-folwarczny oraz gorzelnia i szkoła we Wlewsku z XIX w.
- Układ zabudowy wsi Bryńsk (z przykładami tradycyjnego budownictwa wiejskiego) z XIX w.
- Kościół parafialny pw. św. Wojciecha w Lidzbarku z XIV w.
- Kościół ewangelicko-augsburski w Lidzbarku z XIX w.
- Cmentarz wojenny w Lidzbarku
- Fragment murów obronnych i baszty zamkowej z XIV w.

## Sąsiednie gminy
Bartniczka, Brzozie, Górzno, Grodziczno, Lubowidz, Płośnica, Rybno.